# Airbus Beluga
Airbus A300-600ST (Super Transporter) sau Beluga este o versiune a avionului de pasageri A300-600 modificată pentru a transporta segmente de avioane sau marfă de dimensiuni foarte mari.